# Llista de videojocs d'Xbox compatibles amb l'Xbox 360
La consola de videojocs Xbox 360 va rebre actualitzacions de Microsoft des del seu llançament el 2005 fins al novembre de 2007 que van permetre jugar a jocs seleccionats del seu predecessor, l'Xbox. La Xbox 360 es va llançar amb retrocompatibilitat amb un nombre de jocs de Xbox compatibles que varia segons la regió. Microsoft va continuar actualitzant la llista de jocs de Xbox compatibles amb Xbox 360 fins al novembre de 2007, quan es va finalitzar la llista. Més tard, Microsoft va llançar el programa Xbox Originals el 7 de desembre de 2007, on es podien comprar jocs Xbox compatibles amb versions anteriors seleccionats digitalment a les consoles Xbox 360 i el programa finalitzava menys de dos anys després, el juny de 2009. La següent llista és una llista de tots els videojocs compatibles amb versions anteriors a Xbox 360 amb aquesta funcionalitat.

## Història

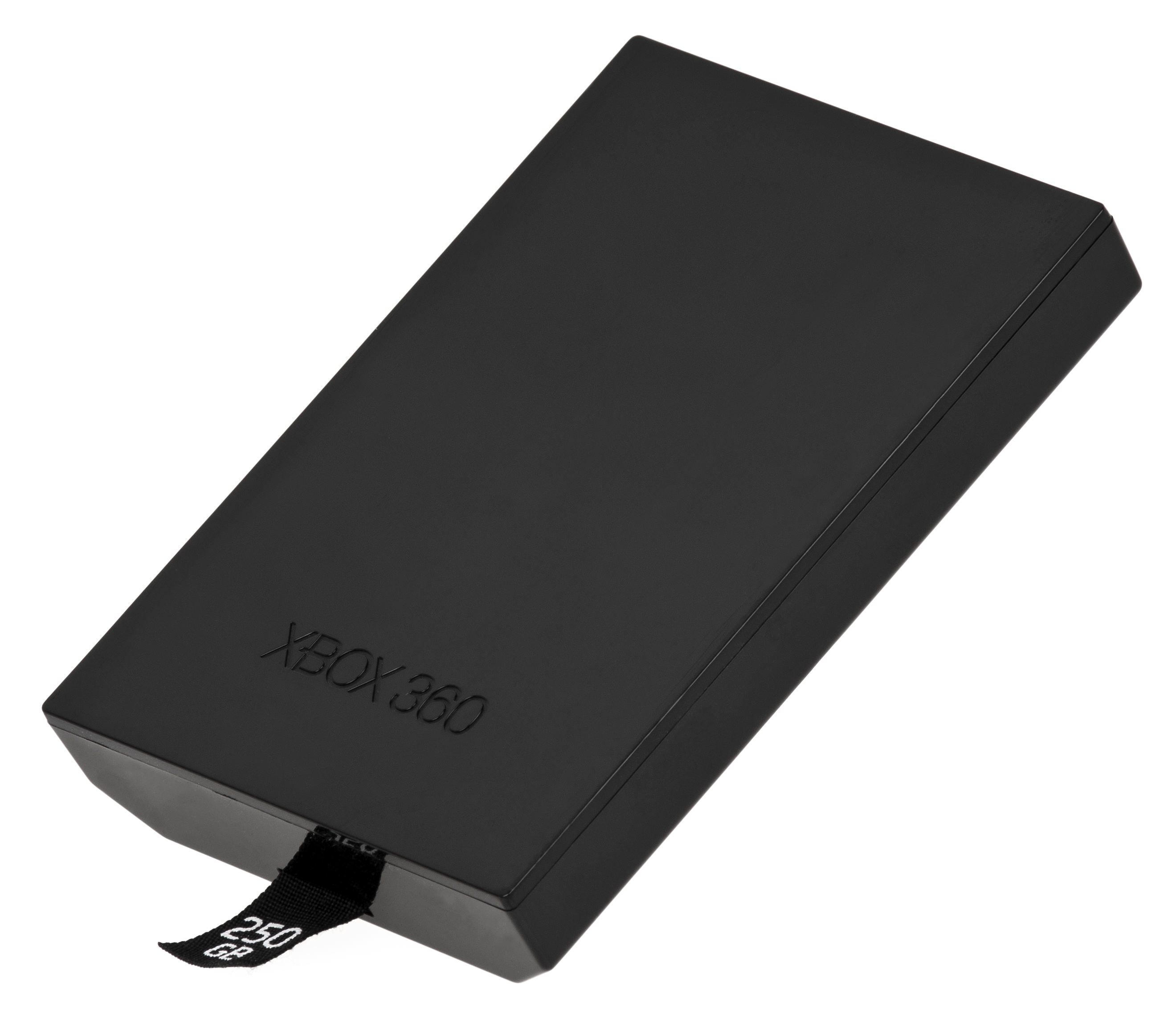
Es necessita un disc dur oficial per jugar a jocs de Xbox emulats.

En el seu llançament el novembre de 2005, la Xbox 360 no posseïa retrocompatibilitat basada en maquinari amb els jocs de Xbox a causa dels diferents tipus de maquinari i arquitectura utilitzats a Xbox i Xbox 360. En canvi, la retrocompatibilitat es va aconseguir mitjançant l'emulació de programari. Quan la Xbox 360 es va llançar a l'Amèrica del Nord s'admetien 212 jocs de Xbox mentre que a Europa s'admetien 156 jocs. El mercat japonès tenia el menor nombre de títols compatibles al llançament amb només 12 jocs. L'actualització final de Microsoft a la llista de títols compatibles amb versions anteriors va ser el novembre de 2007 i va portar el total final a 462 jocs de Xbox.
Per utilitzar la funció de compatibilitat enrere a Xbox 360, cal un disc dur. Les actualitzacions de la llista es van proporcionar des de Microsoft com a part de les actualitzacions periòdiques de programari a través d'Internet, demanant un disc per correu des del lloc web oficial o descarregant l'actualització del lloc web oficial i després gravant-lo en un CD o DVD. Subscriptors a Official Xbox Magazine també van tindre actualitzacions de la llista de retrocompatibilitat dels discs de demostració inclosos amb la revista.
Els jocs originals de Xbox compatibles s'executaran cadascun amb un perfil d'emulació que s'ha recompilat per a cada joc amb els perfils d'emulació emmagatzemats al disc dur de la consola. Els jocs de Xbox originals han d'utilitzar el disc de joc original i no es poden instal·lar al disc dur a diferència dels jocs de Xbox 360. Les partides desades de jocs i el contingut descarregable no es poden transferir d'una Xbox original a una Xbox 360. La funcionalitat de Xbox Live per als jocs de Xbox originals va estar disponible fins al 15 d'abril de 2010 fins que es va suspendre el suport per als jocs de Xbox originals. La funcionalitat d'enllaç del sistema entre Xbox original i Xbox 360 segueix disponible.
Microsoft va llançar el programa Xbox Originals el desembre de 2007, on els propietaris de Xbox 360 podien comprar títols originals de Xbox seleccionats digitalment si no posseïen un disc de joc i aquests es podien trobar a la seva pròpia secció de l'Xbox Live Marketplace. A partir del juny de 2009, la marca es va eliminar gradualment i els jocs es van traslladar a la secció "Games on Demand" de la botiga amb Microsoft que va declarar que "han acabat la seva cartera" de Xbox Originals.
Durant la conferència de premsa de Microsoft a l'E3 2017 l'11 de juny de 2017, es va anunciar la retrocompatibilitat per als jocs originals de Xbox a la família de consoles Xbox One. Una part del programa de retrocompatibilitat per a Xbox One farà que els jocs de Xbox originals estiguin disponibles digitalment a més dels propietaris del disc de joc original de Xbox. Abans del primer lot de títols originals compatibles amb Xbox One per a Xbox One es van revelar sis títols que mai es van publicar digitalment com a part del programa Xbox Originals per a Xbox 360 que van aparèixer a la seva botiga "Games on Demand". Microsoft també va confirmar que les llicències digitals també es transferiran a Xbox One.
No es poden transferir entre les tres generacions les partides desades de jocs originals de Xbox que siguin retrocompatibles tant a Xbox 360 com a Xbox One. Tot i que la funcionalitat de Xbox Live no estarà disponible, Albert Penello, cap de màrqueting de Xbox, va explicar que els usuaris podrien "enllaçar el sistema amb una Xbox original, una Xbox 360, una Xbox One i una Xbox One X per a una joc LAN de quatre jugadors amb tots els discos originals de tres generacions de consoles".

## Llista de videojocs d'Xbox compatibles
N'hi ha 462 jocs retrocompatibles a partir de 989 que es van llançar per a Xbox.
- Top
- 0–9
- A
- B
- C
- D
- E
- F
- G
- H
- I
- J
- K
- L
- M
- N
- O
- P
- Q
- R
- S
- T
- U
- V
- W
- X
- Y
- Z

| XO Xbox Originals | XBO Xbox One Forward Compatible | NA Només a l'Amèrica del Nord PAL Només PAL J Només al Japó |

| Títol | Publicador(s)                                 | Problemes tècnics | Afegiments | Regions              | Ref(s)                             |
| --- | --------------------------------------------- | --- | ---------- | -------------------- | ---------------------------------- |
| 2006 FIFA World Cup                                                                                          | EA Sports                                     | De vegades, el text de les opcions i botons del menú es substitueix per text d'un objecte similar a la mateixa pantalla. |            |                      | [ 5 ] [ 15 ]                       |
| 25 to Life                                                                                                   | Eidos                                         | Es produirien bloquejos aleatoris en intentar iniciar una partida en línia. |            | NA                   | [ 5 ] [ 15 ]                       |
| 4x4 Evo 2 | Gathering of Developers                       | Pantalla negra quan s'executa en configuracions de visualització de 480p/720p/1080i/1080p 60Hz |            |                      | [ 5 ]                              |
| Airforce Delta Storm Deadly Skies (PAL) Airforce Delta II (JP)                                               | Konami                                        | |            |                      | [ 5 ]                              |
| Aggressive Inline                                                                                            | AKA Acclaim                                   | La seqüència d'introducció és agitada. |            |                      | [ 5 ]                              |
| Alias | Acclaim Entertainment                         | |            |                      | [ 5 ]                              |
| Aliens Versus Predator: Extinction                                                                           | EA Games                                      | |            |                      | [ 5 ]                              |
| All-Star Baseball 2003                                                                                       | Acclaim Sports                                | |            |                      | [ 5 ]                              |
| All-Star Baseball 2005                                                                                       | Acclaim Entertainment                         | |            |                      | [ 5 ]                              |
| America's Army: Rise of a Soldier                                                                            | Ubisoft                                       | |            |                      | [ 5 ]                              |
| AMF Bowling 2004                                                                                             | Mud Duck Productions                          | |            | NA                   | [ 5 ]                              |
| Amped: Freestyle Snowboarding Tenku: Freestyle Snowboarding (JP)                                             | Microsoft Game Studios                        | |            |                      | [ 5 ]                              |
| Amped 2 Tenku 2 (JP)                                                                                         | Microsoft Game Studios                        | Hi ha una geometria parpellejant durant alguns nivells. De vegades es reproduirà un efecte de so repetidament. |            |                      | [ 5 ] [ 15 ]                       |
| APEX Racing Evoluzione (PAL)                                                                                 | Infogrames                                    | Durant l'escena del mode de somni, falta un diàleg d'àudio. |            |                      | [ 5 ] [ 15 ]                       |
| Aquaman: Battle for Atlantis                                                                                 | TDK                                           | |            |                      | [ 5 ]                              |
| Arena Football                                                                                               | EA Sports                                     | Es pot escoltar una petita estàtica d'àudio durant el joc. |            |                      | [ 5 ] [ 15 ]                       |
| Armed and Dangerous                                                                                          | LucasArts                                     | Després del primer nivell, l'àudio de veu no es reprodueix durant les cinemàtiques del joc. Durant la cinematografia d'obertura hi ha una mica d'àudio i vídeo entrecor. | XBO        |                      | [ 5 ] [ 15 ]                       |
| Army Men: Sarge's War                                                                                        | 3DO                                           | |            |                      | [ 5 ]                              |
| Atari Anthology                                                                                              | Atari                                         | |            |                      | [ 5 ]                              |
| ATV: Quad Power Racing 2                                                                                     | AKA Acclaim                                   | |            |                      | [ 5 ]                              |
| Auto Modellista                                                                                              | Capcom                                        | |            |                      | [ 5 ]                              |
| Avatar: The Last Airbender                                                                                   | THQ                                           | |            |                      | [ 5 ]                              |
| Bad Boys: Miami Takedown Bad Boys II (PAL)                                                                   | Empire Interactive                            | L'edició PAL no és retrocompatible |            |                      | [ 5 ]                              |
| Baldur's Gate: Dark Alliance                                                                                 | Interplay Entertainment                       | A la segona zona durant les escenes de combat hi ha una baixada de rendiment de trenta a quaranta fotogrames per segon. |            | NA                   | [ 5 ] [ 15 ]                       |
| Baldur's Gate: Dark Alliance II                                                                              | Interplay Entertainment                       | |            |                      | [ 5 ]                              |
| Barbie Horse Adventures: Wild Horse Rescue                                                                   | Vivendi Universal Games                       | La meitat inferior de la pantalla no està dibuixada correctament en mode de pantalla dividida. |            |                      | [ 5 ] [ 15 ]                       |
| The Bard's Tale                                                                                              | Vivendi Universal Games                       | |            |                      | [ 5 ]                              |
| Bass Pro Shops Trophy Hunter 2007                                                                            | Vivendi Universal Games                       | La retícula de punteria està envoltada per una caixa mentre que la moto de neu pateix una falta parcial de col·lisió. |            |                      | [ 5 ] [ 15 ]                       |
| Batman Begins                                                                                                | EA Games                                      | |            |                      | [ 5 ]                              |
| Batman: Rise of Sin Tzu                                                                                      | Ubi Soft                                      | |            |                      | [ 5 ]                              |
| Battle Engine Aquila                                                                                         | Infogrames                                    | |            |                      | [ 5 ]                              |
| Battlestar Galactica                                                                                         | Vivendi Universal Games                       | |            |                      | [ 5 ]                              |
| Big Mutha Truckers                                                                                           | THQ                                           | |            |                      | [ 5 ]                              |
| Bionicle | Electronic Arts, Lego Interactive             | |            |                      | [ 5 ]                              |
| Black | Electronic Arts                               | | XO XBO     |                      | [ 10 ]                             |
| Black Stone: Magic & Steel Ex-Chaser (JP)                                                                    | Xicat Interactive                             | Els gràfics del botó Y no es mostren correctament a la configuració del controlador. |            |                      | [ 5 ] [ 15 ]                       |
| Blade II | Activision                                    | Hi ha una petita pausa en arribar a un punt de desat. |            |                      | [ 5 ] [ 15 ]                       |
| Blinx: The Time Sweeper                                                                                      | Microsoft Game Studios                        | Aquest títol experimenta constantment una desacceleració. | XBO        |                      | [ 15 ] [ 16 ]                      |
| Blinx 2: Masters of Time and Space                                                                           | Microsoft Game Studios                        | Aquest títol té problemes de rendiment constants. |            |                      | [ 5 ] [ 15 ]                       |
| Blitz: The League                                                                                            | Midway Games                                  | |            | NA                   | [ 5 ]                              |
| Blood Omen 2                                                                                                 | Eidos                                         | Els personatges poden girar en diferents direccions aleatòriament durant les escenes de tall. Quan s'obté una nova habilitat, els efectes gràfics no es mostren correctament. |            |                      | [ 5 ] [ 15 ]                       |
| BloodRayne 2                                                                                                 | Majesco Entertainment                         | Després de tornar a carregar el punt de control, hi ha una pèrdua notable de velocitat de fotogrames. | XBO        |                      | [ 15 ] [ 11 ]                      |
| BlowOut | Majesco Entertainment                         | | XO         |                      | [ 17 ]                             |
| BMX XXX | AKA Acclaim                                   | |            |                      | [ 5 ]                              |
| Breakdown | Namco                                         | Durant el joc, el sistema es penja de vegades mentre les fonts de llum es mostren a través de les parets. | XBO        |                      | [ 15 ] [ 16 ]                      |
| Breeders' Cup World Thoroughbred Championships                                                               | Bethesda                                      | El vídeo del menú Inici es salta. |            | NA                   | [ 5 ] [ 15 ]                       |
| Brute Force                                                                                                  | Microsoft Game Studios                        | |            |                      | [ 5 ]                              |
| Buffy the Vampire Slayer                                                                                     | Electronic Arts                               | Quan es visualitzen els logotips d'obertura i la cinematografia, no es mostrarà correctament. |            |                      | [ 5 ] [ 15 ]                       |
| Buffy the Vampire Slayer: Chaos Bleeds                                                                       | Vivendi Universal Games                       | |            |                      | [ 5 ]                              |
| Burnout | Acclaim Entertainment                         | Durant la "USA Marathon" el rendiment de la pista baixa. |            |                      | [ 5 ] [ 15 ]                       |
| Burnout 2: Point of Impact                                                                                   | Acclaim Entertainment                         | Si es prem Inicia al mode d'atracció, el joc es tornarà a arrencar a l'instant. Quan es juga a curses de pantalla dividida i en pistes amb efectes de neu i pluja, el rendiment es ralenteix. |            |                      | [ 5 ] [ 15 ]                       |
| Burnout 3: Takedown                                                                                          | Electronic Arts                               | | XO         | NA PAL               | [ 18 ]                             |
| Cabela's Big Game Hunter 2005 Adventures                                                                     | Activision                                    | |            |                      | [ 5 ]                              |
| Cabela's Dangerous Hunts                                                                                     | Activision                                    | |            |                      | [ 5 ]                              |
| Cabela's Dangerous Hunts 2                                                                                   | Activision                                    | |            |                      | [ 5 ]                              |
| Cabela's Outdoor Adventures                                                                                  | Activision                                    | |            |                      | [ 5 ]                              |
| Cabela's Deer Hunt: 2004 Season                                                                              | Activision                                    | |            |                      | [ 5 ]                              |
| Cabela's Deer Hunt: 2005 Season                                                                              | Activision                                    | |            |                      | [ 5 ]                              |
| Call of Cthulhu: Dark Corners of the Earth                                                                   | Bethesda Softworks, 2K Games                  | Durant l'etapa de pròleg apareix un punt verd que romandrà a la pantalla mentre es baixa l'últim conjunt d'escales. |            |                      | [ 5 ] [ 15 ]                       |
| Call of Duty: Finest Hour                                                                                    | Activision                                    | Propens a la congelació potencial del trencament del joc al final de la campanya soviètica, molt ocasional parpelleig de textura menor. |            |                      | [ 5 ]                              |
| Call of Duty 2: Big Red One                                                                                  | Activision                                    | Quan es juga multijugador, els punts que representen l'enemic no apareixen a l'HUD. |            |                      | [ 5 ] [ 15 ]                       |
| Call of Duty 3                                                                                               | Activision                                    | |            |                      | [ 5 ]                              |
| Cars | THQ                                           | Quan es visualitzen escenes tallades, es produirà una alteració del color dels píxels. |            |                      | [ 5 ] [ 15 ]                       |
| Catwoman | EA Games                                      | |            |                      | [ 5 ]                              |
| Championship Manager 2006                                                                                    | Eidos                                         | |            | NA                   | [ 5 ]                              |
| Chicago Enforcer                                                                                             | Kemco                                         | |            |                      | [ 5 ]                              |
| The Chronicles of Narnia: The Lion, The Witch and The Wardrobe                                               | Buena Vista Games                             | |            |                      | [ 5 ]                              |
| Circus Maximus: Chariot Wars                                                                                 | Encore                                        | |            |                      | [ 5 ]                              |
| Close Combat: First to Fight                                                                                 | 2K Games                                      | |            |                      | [ 5 ]                              |
| Colin McRae Rally 04                                                                                         | Codemasters                                   | |            |                      | [ 5 ]                              |
| Colin McRae Rally 2005                                                                                       | Codemasters                                   | Mentre que al menú principal, hi ha una mica de textura parpellejant a la imatge de fons. Abans de l'inici d'una cursa, apareixen artefactes gràfics al text de la pantalla. Durant les curses d'un sol i multijugador, hi ha problemes greus de fluïdesa, velocitat de fotogrames inconstant i trencament de pantalla. |            |                      | [ 5 ] [ 15 ]                       |
| Combat Elite: WWII Paratroopers                                                                              | SouthPeak Interactive                         | |            |                      | [ 5 ]                              |
| Commandos 2: Men of Courage                                                                                  | Eidos                                         | |            |                      | [ 5 ]                              |
| Conflict: Desert Storm                                                                                       | SCi                                           | |            |                      | [ 5 ]                              |
| Conker: Live & Reloaded                                                                                      | Microsoft Game Studios                        | Les pantalles de càrrega no apareixeran, el sistema es bloqueja ocasionalment durant el joc i el multijugador local. Efectes com la pols i el fum no es renderan correctament. El joc es bloqueja en entrar al calabós Dung Beetle (només NTSC) PAL funciona bé. | XBO        |                      | [ 15 ] [ 16 ]                      |
| Constantine                                                                                                  | THQ                                           | |            |                      | [ 5 ]                              |
| Counter-Strike                                                                                               | Microsoft Game Studios                        | Quan es reprodueix en mode de vídeo VGA/HD, es produeixen caigudes de rendiment durant els partits de bot alts en mode d'un jugador. |            |                      | [ 5 ] [ 15 ]                       |
| Crash Bandicoot: The Wrath of Cortex                                                                         | Vivendi Games                                 | | XO         | NA PAL               | [ 19 ] [ 20 ]                      |
| Crash Nitro Kart                                                                                             | Vivendi Universal Games                       | |            | NA PAL               | [ 5 ] [ 15 ]                       |
| Crash Twinsanity                                                                                             | Vivendi Universal Games                       | Algunes seccions poden experimentar problemes de desacceleració i de velocitat de fotogrames. L'àudio es pot desincronitzar a les escenes de cinema. |            |                      | [ 5 ]                              |
| Crime Life: Gang Wars                                                                                        | Konami                                        | Les escenes tallades aleatòries mostren una imatge estàtica mentre l'àudio es reprodueix amb normalitat. Hi ha un error ocasional durant la pantalla de càrrega. |            |                      | [ 5 ] [ 15 ]                       |
| Crimson Skies: High Road to Revenge                                                                          | Microsoft Game Studios                        | | XO XBO     |                      | [ 11 ] [ 19 ]                      |
| Crouching Tiger, Hidden Dragon                                                                               | Ubi Soft                                      | |            |                      | [ 5 ]                              |
| The Da Vinci Code                                                                                            | 2K Games                                      | Hi ha alguns entorns que són transparents. Hi ha alguns salts durant les escenes de tall. |            |                      | [ 5 ] [ 15 ]                       |
| Dai Senryaku VII: Modern Military Tactics Daisenryaku VII (JP)                                               | Kemco                                         | Després dels logotips d'obertura, de tant en tant es mostra un error de disc brut. |            |                      | [ 5 ] [ 15 ]                       |
| Dark Angel                                                                                                   | Vivendi Universal Games                       | |            |                      | [ 5 ]                              |
| Darkwatch | Capcom                                        | La missió "Invasion" no es pot jugar: intentar iniciar-la fa que el joc es congeli o surti a la interfície principal mostrant un missatge d'error, cosa que fa que sigui impossible continuar amb la història. La seqüència d'introducció és entrecortada i saltar-la fa que el joc es bloquegi després de prémer el botó Inici a la pantalla del títol. |            |                      | [ 5 ]                              |
| Dave Mirra Freestyle BMX 2                                                                                   | Acclaim Max Sports                            | El cel està corrupte en el mode d'atracció. També hi ha una caiguda de rendiment aleatòria durant el joc. |            |                      | [ 5 ] [ 15 ]                       |
| Dead or Alive 3                                                                                              | Tecmo                                         | | XBO        |                      | [ 5 ]                              |
| Dead or Alive Ultimate                                                                                       | Tecmo                                         | Es pot produir un bloqueig aleatori abans d'iniciar la pel·lícula d'obertura. Alentiments durant determinades etapes. | XBO        |                      | [ 5 ] [ 15 ]                       |
| Dead to Rights                                                                                               | Namco                                         | Parpellejant durant la tercera lluita d'helicòpters a la missió núm. 6. L'actuació temporal baixa a l'escenari #7. | XBO        |                      | [ 15 ] [ 11 ]                      |
| Deathrow | Ubi Soft                                      | |            |                      | [ 5 ]                              |
| Destroy All Humans!                                                                                          | THQ                                           | Els sons de l'arma es tallen durant els períodes d'alta activitat. | XO XBO     |                      | [ 15 ] [ 16 ] [ 21 ] [ 22 ] [ 23 ] |
| Digimon Rumble Arena 2                                                                                       | Bandai                                        | Problema només present a la versió japonesa, el títol de les dades de desar es mostra en anglès. |            |                      | [ 5 ] [ 15 ]                       |
| Dinotopia: The Sunstone Odyssey                                                                              | TDK Mediactive                                | Els subtítols del joc i el tipus de lletra de fons es mostren malament. Quan està a la missió núm. 1, l'atac del jugador en l'entrenament de la velocitat de fotogrames simulada baixa durant l'atac. |            | NA PAL               | [ 5 ]                              |
| Doom 3 | Activision                                    | |            |                      | [ 5 ]                              |
| Doom 3: Resurrection of Evil                                                                                 | Activision                                    | |            |                      | [ 5 ]                              |
| Drake of the 99 Dragons                                                                                      | Majesco Entertainment                         | |            |                      | [ 5 ]                              |
| Dreamfall: The Longest Journey                                                                               | Aspyr Media                                   | | XO         |                      | [ 24 ] [ 25 ] [ 26 ]               |
| Drive to Survive Mashed: Fully Loaded (PAL)                                                                  | Empire Interactive                            | Es produirà una breu pausa en el joc es crea "taunting". |            |                      | [ 5 ] [ 15 ]                       |
| Dungeons & Dragons: Heroes                                                                                   | Atari                                         | |            |                      | [ 5 ]                              |
| Dynasty Warriors 4 Shin Sangokumusou 3 (JP)                                                                  | Koei                                          | És possible que el progrés del joc no es desi correctament. La velocitat de fotogrames baixa molt quan hi ha molts caràcters a la pantalla. Artefactes visuals menors en alguns menús. |            |                      | [ 5 ]                              |
| Egg Mania: Eggstreme Madness                                                                                 | Kemco                                         | |            |                      | [ 5 ]                              |
| The Elder Scrolls III: Morrowind                                                                             | Bethesda Softworks                            | Les captures de pantalla del joc de càrrega no es mostraran correctament. | XBO        |                      | [ 15 ] [ 16 ]                      |
| ESPN College Hoops                                                                                           | Sega                                          | |            |                      | [ 5 ]                              |
| ESPN College Hoops 2K5                                                                                       | Sega                                          | Durant el vídeo d'introducció, hi ha una mica d'agitació. |            | NA                   | [ 5 ] [ 15 ]                       |
| ESPN Major League Baseball                                                                                   | Sega                                          | De vegades, el controlador no vibra fora de la zona de cop, de vegades parpellegen els logotips dels uniformes dels jugadors i ocasionalment animacions entrecorades quan el mode de vídeo està configurat en 1080i. |            |                      | [ 5 ] [ 15 ]                       |
| ESPN MLS ExtraTime 2002                                                                                      | Konami                                        | |            |                      | [ 5 ]                              |
| ESPN NFL 2K5                                                                                                 | Sega                                          | |            |                      | [ 5 ]                              |
| ESPN NHL 2K5                                                                                                 | Sega                                          | Hi ha problemes de textura al llarg de les pantalles de joc. |            |                      | [ 5 ] [ 15 ]                       |
| Evil Dead: A Fistful of Boomstick                                                                            | THQ                                           | |            |                      | [ 5 ]                              |
| Evil Dead: Regeneration                                                                                      | THQ                                           | Algunes fonts de llum del joc engloben grans porcions de la pantalla. Hi ha algun xoc aleatori. |            |                      | [ 5 ] [ 15 ]                       |
| F1 2001 | EA Sports                                     | |            |                      | [ 5 ]                              |
| Fable | Microsoft Game Studios                        | De tant en tant hi ha un àudio "scratch" o un so estàtic. | XO         |                      | [ 15 ] [ 19 ]                      |
| Fable: The Lost Chapters                                                                                     | Microsoft Game Studios                        | |            |                      | [ 5 ]                              |
| The Fairly OddParents: Breakin' da Rules                                                                     | THQ                                           | |            |                      | [ 5 ]                              |
| Family Guy Video Game!                                                                                       | 2K Games                                      | |            |                      | [ 5 ]                              |
| Fantastic Four                                                                                               | Activision                                    | Hi ha un error aleatori durant el primer vídeo en moviment complet. |            |                      | [ 5 ] [ 15 ]                       |
| Far Cry Instincts                                                                                            | Ubisoft                                       | Durant la pantalla dividida de tres persones, hi ha distorsió gràfica i pèrdua de control. Hi ha línies horitzontals irregulars en el mode d'atracció a les pantalles de 480p/720p. La velocitat de fotogrames disminueix durant la segona missió i hi ha costures de textura visibles mentre es munta la tirolina a les mines. Quan s'utilitza un atac cos a cos després de la transformació, es reprodueix l'efecte d'àudio del ganivet. Els punts de control no es guarden quan s'executen en PAL-50. |            |                      | [ 5 ] [ 15 ]                       |
| Fatal Frame Project Zero (PAL)                                                                               | Tecmo, Microsoft Game Studios                 | La versió PAL "Project Zero" no és compatible. Faltava un vídeo durant una escena de presentació de fantasmes a la mansió. Algunes textures alfa del cabell del personatge principal estan trencades. |            |                      | [ 5 ] [ 15 ]                       |
| Fatal Frame II: Crimson Butterfly Project Zero II: Crimson Butterfly (PAL)                                   | Tecmo                                         | |            |                      | [ 5 ]                              |
| FIFA Football 2003                                                                                           | EA Sports                                     | |            |                      | [ 5 ]                              |
| FIFA Football 2004                                                                                           | EA Sports                                     | |            |                      | [ 5 ]                              |
| FIFA 06 | EA Sports                                     | |            |                      | [ 5 ]                              |
| FIFA 07 | EA Sports                                     | La velocitat de fotogrames baixa al vídeo d'obertura i les escenes de tall del joc són borroses. |            |                      | [ 5 ] [ 15 ]                       |
| FIFA Street                                                                                                  | EA Sports BIG                                 | |            |                      | [ 5 ]                              |
| FIFA Street 2                                                                                                | EA Sports BIG                                 | |            |                      | [ 5 ]                              |
| Fight Night 2004                                                                                             | EA Sports                                     | Té alguns problemes de pentinat, per mostrar. I alguna cosa que té alentiments. |            |                      | [ 5 ]                              |
| Fight Night Round 3                                                                                          | EA Sports                                     | |            |                      | [ 5 ]                              |
| Final Fight: Streetwise                                                                                      | Capcom                                        | L'àudio i el vídeo no es sincronitzen a les escenes de tall, mentre que hi ha un parpelleig menor a les cinemàtiques. Hi ha una desacceleració del rendiment durant el joc quan hi ha un nombre important d'objectes a la pantalla i falta la textura del sòl a l'àrea del Pier 15 del capítol 3. |            |                      | [ 5 ] [ 15 ]                       |
| FlatOut | Empire Interactive                            | |            |                      | [ 5 ]                              |
| Ford Mustang: The Legend Lives                                                                               | 2K Games                                      | |            |                      | [ 5 ]                              |
| Ford vs. Chevy                                                                                               | Global Star Software                          | |            |                      | [ 5 ]                              |
| Forgotten Realms: Demon Stone                                                                                | Atari                                         | Al capítol 4, hi ha una pèrdua de textura a l'escena de tall. Als capítols 4 i 5, els vídeos d'art conceptual desbloquejable no es reprodueixen. Hi ha una petita distorsió de línia de punts verticals a la part dreta de la pantalla de capçalera. |            |                      | [ 5 ] [ 15 ]                       |
| Forza Motorsport                                                                                             | Microsoft Game Studios                        | La velocitat de fotogrames és més baixa i inestable si es compara amb l'experiència original. Hi ha alguns artefactes al menú de calcomanes. De tant en tant, podeu escoltar sorolls d'àudio. L'animació de càrrega no apareix, excepte quan s'estan desant puntuacions altes. |            |                      | [ 5 ]                              |
| Freaky Flyers                                                                                                | Midway Games                                  | La velocitat de fotogrames de tant en tant disminueix durant el joc. |            |                      | [ 5 ] [ 15 ]                       |
| Freedom Fighters                                                                                             | EA Games                                      | |            | NA                   | [ 5 ]                              |
| Freestyle Street Soccer Urban Freestyle Soccer (PAL)                                                         | Acclaim Entertainment                         | |            |                      | [ 5 ]                              |
| Frogger Beyond                                                                                               | Konami                                        | |            |                      | [ 5 ]                              |
| Frogger: Ancient Shadow                                                                                      | Konami                                        | |            |                      | [ 5 ]                              |
| Full Spectrum Warrior                                                                                        | THQ                                           | | XBO        |                      | [ 5 ] [ 16 ]                       |
| Full Spectrum Warrior: Ten Hammers                                                                           | THQ                                           | Hi ha un àlies inadequat en els models de jugadors i l'entorn. |            |                      | [ 5 ] [ 15 ]                       |
| Futurama | SCi Games, Vivendi Universal Games            | |            |                      | [ 5 ]                              |
| Future Tactics: The Uprising                                                                                 | JoWooD Productions, Crave Entertainment       | |            |                      | [ 5 ]                              |
| Fuzion Frenzy                                                                                                | Microsoft Game Studios                        | | XO XBO     |                      | [ 11 ] [ 19 ]                      |
| Gauntlet: Seven Sorrows                                                                                      | Midway Games                                  | | XO         |                      | [ 27 ]                             |
| Genma Onimusha                                                                                               | Capcom                                        | |            |                      | [ 5 ]                              |
| Goblin Commander: Unleash the Horde                                                                          | Jaleco Entertainment                          | |            |                      | [ 5 ]                              |
| Godzilla: Destroy All Monsters Melee                                                                         | Infogrames                                    | |            |                      | [ 5 ]                              |
| Godzilla: Save the Earth                                                                                     | Atari                                         | |            |                      | [ 5 ]                              |
| GoldenEye: Rogue Agent                                                                                       | EA Games                                      | |            |                      | [ 5 ]                              |
| Grabbed by the Ghoulies                                                                                      | Microsoft Game Studios                        | La sortida de vídeo és massa estreta a VGA amb una resolució de 1280 x 1024. Això es pot solucionar seleccionant una resolució de sortida diferent. Hi ha la possibilitat de desar dades corruptes quan s'inicia el joc. Les bombetes poden mostrar un patró d'escacs en lloc d'un efecte de llum. | XO XBO     |                      | [ 15 ] [ 11 ] [ 28 ]               |
| Grand Theft Auto III                                                                                         | Rockstar Games                                | Hi ha una mica de soroll durant la introducció. Major desacceleració de la velocitat de fotogrames durant la conducció. La ràdio està en silenci durant el joc. |            |                      | [ ref 1 ]                          |
| Grand Theft Auto: Double Pack                                                                                | Rockstar Games                                | Vegeu les entrades de GTA 3 i Vice City. |            |                      | [ ref 1 ]                          |
| Grand Theft Auto: San Andreas                                                                                | Rockstar Games                                | De vegades, l'àudio es talla aleatòriament durant les escenes de cinema o, de vegades, amb retard d'àudio. Les explosions de vehicles farien que parpellejés, sobretot els camions de bombers. | XO         |                      | [ 32 ] [ 33 ]                      |
| Grand Theft Auto: Vice City                                                                                  | Rockstar Games                                | Hi ha una mica de soroll durant la introducció. Major desacceleració de la velocitat de fotogrames durant la conducció. La ràdio està en silenci durant el joc. |            |                      | [ 5 ] [ 15 ]                       |
| Grand Theft Auto: The Trilogy                                                                                | Rockstar Games                                | Vegeu les entrades de GTA 3, Vice City i San Andreas. |            |                      | [ 5 ]                              |
| Gravity Games Bike: Street Vert Dirt                                                                         | Midway Games                                  | Només funciona en 480p. |            |                      | [ 5 ]                              |
| The Great Escape                                                                                             | Gotham Games                                  | |            |                      | [ 5 ]                              |
| Greg Hastings Tournament Paintball MAX'D                                                                     | Activision                                    | Durant l'enllaç del sistema i el joc en línia, els jugadors poden ser teletransportats aleatòriament. |            |                      | [ 5 ] [ 15 ]                       |
| Grooverider: Slot Car Thunder                                                                                | Encore                                        | |            |                      | [ 5 ]                              |
| Guilty Gear Isuka                                                                                            | Sammy                                         | |            |                      | [ 5 ]                              |
| Guilty Gear XX #Reload                                                                                       | Majesco Entertainment                         | | XO         |                      | [ 35 ]                             |
| The Guy Game                                                                                                 | Gathering                                     | Hi ha un àudio entretallat als vídeos sota els bonus desbloquejables i als vídeos addicionals al final d'un episodi. |            | NA                   | [ 5 ] [ 15 ]                       |
| Half-Life 2                                                                                                  | Valve                                         | Aquest joc no es reprodueix en televisors PAL-60 amb cablejat compost. Això no afecta els televisors PAL-50. La corrupció de la pantalla en mode d'atracció es produeix després que la consola hagi estat inactiva durant un llarg període. |            |                      | [ 5 ] [ 15 ]                       |
| Halo: Combat Evolved                                                                                         | Microsoft Game Studios                        | | XO         |                      | [ 19 ]                             |
| Halo 2 | Microsoft Game Studios                        | Problemes de rendiment mentre es juga al mapa de Backwash. De tant en tant, el jugador pot observar imatges "fantasma" que es mostren a la pantalla. Jugar a l'escenari Gravemind a Campaign també mostra imatges de fantasmes. Segons Microsoft, la solució a aquest problema és tornar al tauler i reiniciar el joc. |            |                      | [ 5 ] [ 15 ]                       |
| Halo 2 Multiplayer Map Pack                                                                                  | Microsoft Game Studios                        | |            |                      | [ 5 ]                              |
| Harry Potter and the Chamber of Secrets                                                                      | EA Games                                      | Alguns objectes no tenen gràfics mentre hi ha un problema de fotogrames per segon. |            |                      | [ 5 ] [ 15 ]                       |
| Harry Potter and the Goblet of Fire                                                                          | Electronic Arts                               | |            |                      | [ 5 ]                              |
| Harry Potter and the Prisoner of Azkaban                                                                     | EA Games                                      | Es produeix un bloqueig dur ocasional quan es canvia a les escenes de tall. De tant en tant, els enemics es quedaran atrapats en un bucle o simplement bloquejats a l'entorn. |            |                      | [ 5 ] [ 15 ]                       |
| Harry Potter and the Sorcerer's Stone Harry Potter and the Philosopher's Stone (PAL)                         | EA Games                                      | |            |                      | [ 5 ]                              |
| He-Man: Defender of Grayskull                                                                                | Midas Interactive Entertainment               | Es va planificar una versió de Xbox, però mai es va publicar, però aquest títol s'inclou a la llista oficial de compatibilitats anteriors de Microsoft. |            | Plantilla:Unreleased | [ 5 ] [ 36 ]                       |
| High Heat Major League Baseball 2004                                                                         | 3DO                                           | |            | NA                   | [ 5 ]                              |
| High Rollers Casino                                                                                          | Mud Duck Productions                          | |            |                      | [ 5 ]                              |
| Hitman: Contracts                                                                                            | Eidos                                         | |            |                      | [ 5 ]                              |
| Hot Wheels: Stunt Track Challenge                                                                            | THQ                                           | |            |                      | [ 5 ]                              |
| The House of the Dead III                                                                                    | Sega                                          | Alentiments durant determinades seccions del joc. House of the Dead 2 té greus problemes gràfics i grans alentiments i, de vegades, s'accelera de manera aleatòria. |            |                      | [ 5 ]                              |
| Hulk | Vivendi Universal Games                       | |            |                      | [ 5 ]                              |
| Hunter: The Reckoning                                                                                        | Interplay Entertainment                       | | XBO        |                      | [ 16 ]                             |
| I-Ninja | Namco                                         | La velocitat de fotogrames baixa al mapa World 3 Central. |            |                      | [ 5 ] [ 15 ]                       |
| IHRA Drag Racing: Sportsman Edition                                                                          | Bethesda Softworks                            | |            |                      | [ 5 ]                              |
| IHRA Professional Drag Racing 2005                                                                           | Bethesda Softworks                            | |            |                      | [ 5 ]                              |
| The Incredible Hulk: Ultimate Destruction                                                                    | Vivendi Universal Games                       | Les textures parpellejants, les barres negres durant les cinemàtiques de vegades també parpellegen. |            |                      | [ 5 ]                              |
| The Incredibles Mr. Incredible (JP)                                                                          | THQ                                           | Les textures dels gratacels s'intercanvien per les textures de Mr. Incredible |            |                      | [ 5 ]                              |
| The Incredibles: Rise of the Underminer                                                                      | THQ                                           | |            |                      | [ 5 ]                              |
| Indiana Jones and the Emperor's Tomb                                                                         | LucasArts                                     | Alguns efectes de so no estan sincronitzats i hi ha una fallada aleatòria a l'últim nivell. | XBO        |                      | [ 5 ] [ 15 ]                       |
| Indigo Prophecy Fahrenheit (PAL)                                                                             | Atari                                         | | XO         |                      | [ 19 ]                             |
| IndyCar Series 2005                                                                                          | Codemasters                                   | |            |                      | [ 5 ]                              |
| Intellivision Lives!                                                                                         | Crave Entertainment                           | | XO         |                      | [ 21 ]                             |
| Jade Empire                                                                                                  | Microsoft Game Studios                        | El contingut de Monk Zeng de l'edició limitada va estar disponible a partir de l'actualització de desembre de 2005. | XO XBO     |                      | [ 16 ] [ 37 ]                      |
| Jet Set Radio Future                                                                                         | Sega                                          | Hi ha parpelleig gràfic al menú principal. Alguns efectes de partícules al carrer 99 provoquen caigudes de fotogrames pesades, així com caigudes de fotogrames desconegudes en altres etapes. (Dogenzaka Hill, Fortified Rezidential Zone). |            |                      | [ 5 ] [ 15 ]                       |
| Judge Dredd: Dredd vs. Death                                                                                 | Evolved Games                                 | Desacceleraments i parpelleig de terra i parets lleugerament distraents durant el joc. |            |                      | [ 5 ]                              |
| Jurassic Park: Operation Genesis                                                                             | Vivendi Universal Games, Konami               | |            |                      | [ 5 ]                              |
| Justice League Heroes                                                                                        | Eidos                                         | El text encara apareix quan es desplaça per la pantalla del menú d'actualització. Hi ha baixades de rendiment durant el joc. Hi ha alguns problemes de textura. |            |                      | [ 5 ] [ 15 ]                       |
| Kabuki Warriors                                                                                              | Crave Entertainment                           | |            |                      | [ 5 ]                              |
| Kelly Slater's Pro Surfer                                                                                    | Activision                                    | |            |                      | [ 5 ]                              |
| Kill Switch                                                                                                  | Namco                                         | |            |                      | [ 5 ]                              |
| King Arthur                                                                                                  | Konami                                        | Durant els vídeos reals de la pel·lícula es produeix una tartamudeig menor de vídeo. |            |                      | [ 5 ] [ 15 ]                       |
| The King of Fighters Neowave                                                                                 | SNK Playmore                                  | | XBO        |                      | [ 11 ]                             |
| The King of Fighters 2002 & 2003                                                                             | SNK Playmore                                  | KOF 2002 mostra marcs de sprite danyats. |            |                      | [ 5 ]                              |
| Kingdom Under Fire: The Crusaders                                                                            | Microsoft Game Studios                        | El joc es bloqueja en seleccionar "Create Match" després d'editar una festa. |            |                      | [ 5 ] [ 15 ]                       |
| The Legend of Spyro: A New Beginning                                                                         | Vivendi Games                                 | | XO         |                      | [ 35 ]                             |
| Lego Star Wars: The Video Game                                                                               | Eidos                                         | |            |                      | [ 5 ]                              |
| Lego Star Wars II: The Original Trilogy                                                                      | LucasArts                                     | |            |                      | [ 5 ]                              |
| Leisure Suit Larry: Magna Cum Laude                                                                          | Vivendi Universal Games                       | Les textures incorrectes es carreguen a mesura que el jugador avança. |            |                      | [ 5 ] [ 15 ]                       |
| Lemony Snicket's A Series of Unfortunate Events                                                              | Activision                                    | |            |                      | [ 5 ]                              |
| Links 2004                                                                                                   | Microsoft Game Studios                        | |            |                      | [ 5 ] [ 15 ]                       |
| Loons: The Fight for Fame                                                                                    | Infogrames                                    | |            |                      | [ 5 ]                              |
| The Lord of the Rings: The Return of the King                                                                | EA Games                                      | Alentiment durant les escenes del joc. El joc està bé. |            |                      | [ 5 ]                              |
| The Lord of the Rings: The Third Age                                                                         | EA Games                                      | |            |                      | [ 5 ] [ 15 ]                       |
| Magatama | Microsoft Game Studios                        | | XO         | J                    | [ 20 ]                             |
| Magic: The Gathering – Battlegrounds                                                                         | Atari                                         | |            |                      | [ 5 ]                              |
| Manhunt | Rockstar Games                                | | XBO        |                      | [ 5 ]                              |
| Marvel Nemesis: Rise of the Imperfects                                                                       | EA Games                                      | |            |                      | [ 5 ]                              |
| Marvel vs. Capcom 2: New Age of Heroes                                                                       | Capcom                                        | Hi ha alguns artefactes greus en els sprites dels personatges. |            |                      | [ 5 ] [ 15 ]                       |
| Mat Hoffman's Pro BMX 2                                                                                      | Activision O2                                 | Sense suport de pantalla ampla. El nivell de Boston carrega textures blaves que obstrueixen la pantalla. |            |                      | [ 5 ]                              |
| Max Payne | Rockstar Games                                | El joc té una petita desacceleració. | XO XBO     |                      | [ 38 ]                             |
| Max Payne 2: The Fall of Max Payne                                                                           | Rockstar Games                                | | XO XBO     |                      | [ 38 ]                             |
| Maximum Chase                                                                                                | Majesco Entertainment                         | Les cinemàtiques d'acció en directe són agitades. |            |                      | [ 5 ]                              |
| MechAssault 2: Lone Wolf                                                                                     | Microsoft Game Studios                        | |            |                      | [ 5 ]                              |
| Medal of Honor: European Assault                                                                             | EA Games                                      | |            |                      | [ 5 ]                              |
| Medal of Honor: Frontline                                                                                    | EA Games                                      | |            |                      | [ 5 ]                              |
| Medal of Honor: Rising Sun                                                                                   | EA Games                                      | La velocitat de fotogrames baixa constantment i, quan s'intenta desar el progrés després de completar una missió, el joc no es desa tot i dir "saving." |            |                      | [ 5 ]                              |
| Mega Man Anniversary Collection                                                                              | Capcom                                        | A Mega Man 8, hi ha alguns errors gràfics en què certs sprites, com ara el sprite corrent de Mega Man, s'apaga i parpalleja. Els vídeos que es poden desbloquejar al joc també parpallegen malament. |            |                      | [ 5 ]                              |
| Mercenaries: Playground of Destruction                                                                       | LucasArts                                     | El mapa de miniatures no es representarà correctament. Durant la campanya de la Xina, hi ha problemes de sistema aleatoris que impedeixen el progrés del jugador. | XBO        |                      | [ 15 ] [ 16 ]                      |
| Metal Arms: Glitch in the System                                                                             | Vivendi Games                                 | El joc té una petita desacceleració. | XO         |                      | [ 39 ]                             |
| Micro Machines                                                                                               | Infogrames                                    | |            |                      | [ 5 ]                              |
| Mike Tyson Heavyweight Boxing                                                                                | Codemasters                                   | |            |                      | [ 5 ]                              |
| Minority Report: Everybody Runs                                                                              | Activision                                    | |            |                      | [ 5 ]                              |
| MLB Slugfest 2003                                                                                            | Midway Games                                  | Totes les resolucions superiors a 480i/480p no mostren cap vídeo. Hi ha corrupció de text durant tot el joc al menú, el joc, la pausa i altres pantalles. |            |                      | [ 5 ] [ 15 ]                       |
| MLB Slugfest 2004                                                                                            | Midway Games                                  | |            |                      | [ 5 ]                              |
| MLB Slugfest: Loaded                                                                                         | Midway Games                                  | |            | NA                   | [ 5 ]                              |
| Monster Garage                                                                                               | Activision                                    | |            |                      | [ 5 ]                              |
| Mortal Kombat: Armageddon                                                                                    | Midway Games                                  | La pantalla d'inici té un parpelleig intens. |            | NA                   | [ 5 ] [ 15 ]                       |
| Mortal Kombat: Deception                                                                                     | Midway Games                                  | Hi ha parpelleig a la pantalla del títol. |            |                      | [ 5 ] [ 15 ]                       |
| MotoGP | THQ                                           | |            |                      | [ 5 ]                              |
| MotoGP 2 | THQ                                           | Els efectes de so del motor sonen més fort que la configuració normal a velocitats més altes. El motor sona cruixent i s'apaga durant les curses. Falta l'opció d'assignar tecles al disparador dret al menú Configuració. Els vídeos tutorials s'agiten i flashegen. |            |                      | [ 5 ] [ 15 ]                       |
| MVP Baseball 2003                                                                                            | EA Sports                                     | |            | NA                   | [ 5 ]                              |
| MVP Baseball 2004                                                                                            | EA Sports                                     | |            | NA                   | [ 5 ]                              |
| MTV Music Generator 3: This Is the Remix                                                                     | Codemasters                                   | El joc funciona a una velocitat de fotogrames molt baixa quan es troba al menú Files (Fitxer). |            |                      | [ 5 ]                              |
| MTX Mototrax                                                                                                 | Activision                                    | Falta la barra de progrés de càrrega. |            |                      | [ 5 ] [ 15 ]                       |
| Murakumo: Renegade Mech Pursuit                                                                              | Ubi Soft                                      | |            |                      | [ 5 ]                              |
| MX Unleashed                                                                                                 | THQ                                           | Les ombres parpellegen en sortir de la porta de sortida. Les pantalles de càrrega tenen una caixa de plata darrere del text. Els arbres llunyans parpellegen dins i fora de l'escenari de Montauk Plains Freestyle. | XBO        |                      | [ 15 ] [ 16 ]                      |
| MX vs. ATV Unleashed                                                                                         | THQ                                           | En entrar o sortir d'una cursa, els gràfics es polaritzen. Hi ha dificultat per a la representació d'objectes a l'horitzó durant una cursa de waypoints. Les ombres parpellegen al campionat THQ SX a la pista de Tucson. |            |                      | [ 5 ] [ 15 ]                       |
| MX World Tour Featuring Jamie Little                                                                         | Crave Entertainment                           | |            |                      | [ 5 ]                              |
| Myst III: Exile                                                                                              | Ubi Soft                                      | |            |                      | [ 5 ]                              |
| Namco Museum                                                                                                 | Namco                                         | Els jocs d'arranjament que es troben en aquesta versió de Namco Museum poden provocar un xoc aleatori de vegades durant el joc. L'ús de resolucions de 720P o superiors fa que el joc es bloquegi; canviar la resolució a 480P soluciona aquest problema. activar el mode d'inici al joc provoca la fallada dels jocs arcade |            |                      | [ 5 ]                              |
| Namco Museum 50th Anniversary Arcade Collection                                                              | Namco                                         | |            |                      | [ 5 ]                              |
| NASCAR 06: Total Team Control                                                                                | EA Sports                                     | |            |                      | [ 5 ]                              |
| NASCAR Thunder 2002                                                                                          | EA Sports                                     | Hi ha àudio estàtic durant tot el joc i el rendiment disminueix quan s'activa el mirall retrovisor. |            | NA                   | [ 5 ] [ 15 ]                       |
| NASCAR Thunder 2003                                                                                          | EA Sports                                     | Hi ha àudio estàtic durant tot el joc i el rendiment disminueix quan s'activa el mirall retrovisor. |            | NA                   | [ 5 ] [ 15 ]                       |
| NBA Ballers                                                                                                  | Midway Games                                  | |            |                      | [ 5 ]                              |
| NBA Inside Drive 2002                                                                                        | Microsoft Game Studios                        | |            |                      | [ 5 ]                              |
| NBA 2K3 | Sega                                          | |            | NA                   | [ 5 ]                              |
| NBA Live 2002                                                                                                | EA Sports                                     | |            |                      | [ 5 ]                              |
| NBA Live 2004                                                                                                | EA Sports                                     | |            |                      | [ 5 ]                              |
| NBA Street V3                                                                                                | EA Sports BIG                                 | Hi ha parpelleig d'àudio al vídeo introductori. |            |                      | [ 5 ] [ 15 ]                       |
| NCAA College Basketball 2K3                                                                                  | Sega                                          | |            |                      | [ 5 ]                              |
| NCAA Football 06                                                                                             | EA Sports                                     | Hi ha parpelleig d'àudio al vídeo introductori. |            |                      | [ 5 ] [ 15 ]                       |
| NCAA March Madness 06                                                                                        | EA Sports                                     | Els problemes de rendiment es produeixen durant el vídeo d'introducció. Hi ha una mica de parpelleig d'àudio durant la configuració del joc i es produeix una estàtica d'àudio menor durant el joc. |            | NA                   | [ 5 ] [ 15 ]                       |
| NCAA March Madness 2005                                                                                      | EA Sports                                     | El vídeo parpelleig durant el vídeo introductori. |            | NA                   | [ 5 ] [ 15 ]                       |
| Need for Speed: Underground 2                                                                                | EA Games                                      | Les escenes de tall parpellegen i retarden. La càmera de pantalla dividida per a 2 jugadors es trenca per al jugador 2 i mostra més de la càmera del jugador 1, cosa que fa que la reproducció en pantalla dividida no es pugui reproduir. |            |                      | [ 5 ]                              |
| NFL 2K2 | Sega                                          | |            | NA                   | [ 5 ]                              |
| NFL 2K3 | Sega                                          | |            | NA                   | [ 5 ]                              |
| NFL Blitz 2002                                                                                               | Midway Games                                  | |            |                      | [ 5 ]                              |
| NFL Blitz 2003                                                                                               | Midway Games                                  | |            |                      | [ 5 ]                              |
| NFL Blitz Pro                                                                                                | Midway Games                                  | |            |                      | [ 5 ]                              |
| NFL Fever 2004                                                                                               | Microsoft Game Studios                        | |            |                      | [ 5 ]                              |
| NHL 2004 | EA Sports                                     | |            |                      | [ 5 ]                              |
| NHL 2005 | EA Sports                                     | L'àudio i el vídeo no estan sincronitzats a la cinematografia introductòria. |            |                      | [ 5 ] [ 15 ]                       |
| NHL 2K3 | Sega                                          | Es produirà un bloqueig aleatori a la pantalla de càrrega quan s'iniciï un joc ràpid. Durant els jocs d'enllaç del sistema, hi ha caigudes de rendiment i desincronització aleatòria entre consoles. Hi ha baixades menors de rendiment durant el joc i, després de marcar un gol, es pot escoltar un xiscle d'àudio. |            | NA                   | [ 5 ] [ 15 ]                       |
| NHL Hitz 2003                                                                                                | Midway Games                                  | |            |                      | [ 5 ]                              |
| NHL Hitz Pro                                                                                                 | Midway Games                                  | Durant els enfrontaments i les repeticions, hi ha un petit parpelleig als jugadors. |            |                      | [ 5 ] [ 15 ]                       |
| NightCaster                                                                                                  | Microsoft Game Studios                        | El diàleg d'àudio s'acaba d'hora durant el joc i hi ha una petita baixada de rendiment durant l'obertura i el tancament del llibre d'encanteris. |            |                      | [ 5 ] [ 15 ]                       |
| Ninja Gaiden                                                                                                 | Tecmo                                         | Els jocs arcade de NES desbloquejables no es poden jugar. |            |                      | [ 5 ] [ 15 ]                       |
| Ninja Gaiden Black                                                                                           | Tecmo                                         | Aquest títol es representa a una velocitat lleugerament reduïda als televisors PAL-50. El joc funciona normalment amb PAL-60. No es pot jugar al joc arcade de NES desbloquejable. | XO XBO     |                      | [ 15 ] [ 10 ] [ 11 ]               |
| Oddworld: Munch's Oddysee                                                                                    | Infogrames                                    | La velocitat de fotogrames baixa durant les cinemàtiques del joc i els efectes de so sonen molt llunyans. | XBO        |                      | [ 5 ] [ 15 ]                       |
| Open Season                                                                                                  | Ubisoft                                       | La càmera està agitada quan corre cap amunt al Beaver Damage Stage. |            |                      | [ 5 ] [ 15 ]                       |
| Outlaw Golf 2                                                                                                | Global Star Software                          | |            |                      | [ 5 ]                              |
| Outlaw Golf 9 More Holes of X-mas                                                                            | Simon & Schuster                              | La velocitat de fotogrames baixa durant el joc. |            |                      | [ 5 ] [ 15 ]                       |
| Outlaw Tennis                                                                                                | Global Star Software                          | |            |                      | [ 5 ]                              |
| Outlaw Volleyball                                                                                            | Simon & Schuster                              | Els gràfics de fons parpellejants es produeixen durant un partit. |            |                      | [ 5 ] [ 15 ]                       |
| Outlaw Volleyball: Red Hot                                                                                   | Simon & Schuster                              | |            |                      | [ 5 ]                              |
| OutRun 2 | Microsoft Game Studios                        | De tant en tant, els bucles d'àudio es bloquegen. Els gràfics no sempre es transmeten a temps al voltant dels punts de control. El rendiment baixa durant el joc. |            |                      | [ 5 ] [ 15 ]                       |
| OutRun 2006: Coast 2 Coast                                                                                   | Sega                                          | La pantalla de càrrega es penja durant força temps, però finalment el joc comença i es juga com s'esperava. |            |                      | [ 5 ] [ 15 ]                       |
| Over the Hedge                                                                                               | Activision                                    | |            |                      | [ 5 ]                              |
| Pac-Man World 3                                                                                              | Namco                                         | El moviment del personatge pot ser borrós. |            |                      | [ 5 ] [ 15 ]                       |
| Panzer Dragoon Orta                                                                                          | Sega                                          | | XBO        |                      | [ 16 ]                             |
| Panzer Elite Action: Fields of Glory                                                                         | JoWooD Entertainment                          | | XBO        | PAL                  | [ 16 ]                             |
| Pariah | Groove Games                                  | Hi ha una baixada menor, però recurrent, del rendiment durant el joc. La barra de càrrega no es mostra fins que està gairebé plena. Hi ha una línia verda al vídeo d'introducció previ al joc. |            |                      | [ 5 ] [ 15 ]                       |
| Phantom Crash                                                                                                | Phantagram                                    | L'àudio no funciona a les escenes cinemàtiques. El joc tampoc reprodueix música. Baixa velocitat de fotogrames durant el joc. |            |                      | [ 5 ]                              |
| Phantom Dust                                                                                                 | Majesco Entertainment, Microsoft Game Studios | El sistema es bloqueja de tant en tant durant el joc. |            |                      | [ 5 ] [ 15 ]                       |
| Pinball Hall of Fame: The Gottlieb Collection                                                                | Crave Entertainment                           | |            |                      | [ 5 ]                              |
| Pitfall: The Lost Expedition                                                                                 | Activision                                    | |            |                      | [ 5 ]                              |
| Playboy: The Mansion                                                                                         | Arush Entertainment, Groove Games             | |            |                      | [ 5 ]                              |
| Predator: Concrete Jungle                                                                                    | Vivendi Universal Games                       | |            |                      | [ 5 ]                              |
| Prince of Persia: The Sands of Time                                                                          | Ubisoft                                       | El fotograma baixa a zones més grans quan hi ha enemics. Els minijocs desbloquejables no es juguen correctament per a aquest títol. | XBO        |                      | [ 15 ] [ 11 ]                      |
| Pro Race Driver TOCA Race Driver (PAL)                                                                       | Codemasters                                   | |            |                      | [ 5 ]                              |
| Project Gotham Racing                                                                                        | Microsoft Game Studios                        | Hi ha caigudes d'FPS greus en diversos mapes. |            |                      | [ 5 ] [ 15 ]                       |
| Project Gotham Racing 2                                                                                      | Microsoft Game Studios                        | Els cotxes no es representen correctament a Car Select i Transmission Select. La ràdio del cotxe no funciona al joc. |            |                      | [ 5 ] [ 15 ]                       |
| Psychonauts                                                                                                  | Majesco Entertainment                         | | XO XBO     | NA PAL               | [ 19 ] [ 20 ]                      |
| Pump It Up: Exceed                                                                                           | Mastiff                                       | |            |                      | [ 5 ]                              |
| The Punisher                                                                                                 | THQ                                           | |            |                      | [ 5 ]                              |
| Pure Pinball                                                                                                 | XS Games                                      | |            |                      | [ 5 ]                              |
| Puyo Pop Fever                                                                                               | Sega                                          | | XO         | J                    | [ ref 2 ]                          |
| Quantum Redshift                                                                                             | Microsoft Game Studios                        | |            |                      | [ 5 ]                              |
| RalliSport Challenge                                                                                         | Microsoft Game Studios                        | |            |                      | [ 5 ]                              |
| Rapala Pro Fishing                                                                                           | Activision                                    | La brúixola no es carrega en certs nivells i els peixos poden quedar atrapats a les roques quan estan a la línia. |            |                      | [ 5 ] [ 15 ]                       |
| Rayman Arena                                                                                                 | Ubi Soft                                      | |            |                      | [ 5 ]                              |
| Raze's Hell                                                                                                  | Majesco Entertainment                         | | XO         |                      | [ 41 ]                             |
| Red Dead Revolver                                                                                            | Rockstar Games                                | Hi ha una mica de parpelleig gràfic en mode de vídeo HD, que es pot resoldre canviant a la sortida de vídeo de 480p. Quan es lluita amb el cap "Bad Bessie", si el jugador s'acosta massa, el joc es congelarà. Es pot trobar una solució alternativa al fòrum GameFAQs. | XBO        |                      | [ 5 ] [ 15 ]                       |
| Red Faction II                                                                                               | THQ                                           | | XBO        |                      | [ 11 ]                             |
| RedCard 2003                                                                                                 | Midway Games                                  | |            |                      | [ 5 ]                              |
| Reservoir Dogs                                                                                               | Eidos                                         | |            |                      | [ 5 ]                              |
| Return to Castle Wolfenstein: Tides of War                                                                   | Activision                                    | La velocitat de fotogrames baixa en alguns nivells. |            |                      | [ 5 ] [ 43 ]                       |
| Richard Burns Rally                                                                                          | SCi                                           | El joc s'atura durant l'Exercise de Rally School. |            | PAL                  | [ 5 ] [ 15 ] [ 44 ]                |
| Run Like Hell                                                                                                | Interplay Entertainment                       | |            |                      | [ 5 ]                              |
| RoadKill | Midway Games                                  | El menú principal no es mostra. Cal prémer A per iniciar el mode d'un jugador. El mode de pantalla ampla està activat, però es redueix a les resolucions de pantalla ampla i HD de 4:3 480p. Només canviar als modes HD VGA i canviar la relació d'aspecte a 4:3 solucionarà aquest problema. |            |                      | [ 5 ] [ 15 ]                       |
| Robin Hood: Defender of the Crown                                                                            | ZOO Digital Group, Capcom                     | |            |                      | [ 5 ]                              |
| Robotech: Battlecry                                                                                          | TDK Mediactive                                | |            |                      | [ 5 ]                              |
| Rocky | Ubi Soft                                      | |            | NA                   | [ 5 ]                              |
| Rocky Legends                                                                                                | Ubisoft                                       | |            |                      | [ 5 ]                              |
| Rogue Ops | Kemco                                         | |            |                      | [ 5 ]                              |
| Rogue Trooper                                                                                                | Eidos                                         | |            |                      | [ 5 ]                              |
| Rugby 06 | EA Sports                                     | Hi ha un parpelleig d'àudio durant el joc i els jugadors es mostren com una silueta fosca al costat dret del camp, però només durant la primera partida jugada. |            |                      | [ 5 ] [ 15 ]                       |
| Rugby League 2                                                                                               | Tru Blu Entertainment                         | |            |                      | [ 5 ]                              |
| Samurai Jack: The Shadow of Aku                                                                              | Sega                                          | Es va planificar una versió de Xbox, però mai es va llançar, però aquest títol s'inclou a la llista oficial de retrocompatibilitat de Microsoft. |            | Plantilla:Unreleased | [ 45 ] [ 46 ] [ 5 ]                |
| Samurai Warriors                                                                                             | Koei                                          | |            |                      | [ 5 ]                              |
| Scarface: The World Is Yours                                                                                 | Vivendi Games                                 | |            |                      | [ 5 ]                              |
| Scooby-Doo! Night of 100 Frights                                                                             | THQ                                           | El joc es bloqueja al cap final, cosa que fa impossible completar el joc en aquesta versió. |            |                      | [ 5 ]                              |
| Scrapland | Enlight Software                              | |            |                      | [ 5 ]                              |
| Sega GT 2002                                                                                                 | Sega                                          | El títol es reprodueix molt lentament. Bloqueigs ocasionals durant les reproduccions i caigudes ocasionals de la velocitat de fotogrames moderades. |            |                      | [ 5 ] [ 15 ]                       |
| Sega GT Online                                                                                               | Sega                                          | El rendiment cau massa baix en molts nivells. |            |                      | [ 5 ] [ 15 ]                       |
| Sega Soccer Slam                                                                                             | Sega                                          | | XO         |                      | [ 41 ]                             |
| Serious Sam                                                                                                  | Gathering of Developers                       | |            |                      | [ 5 ]                              |
| Shadow Ops: Red Mercury                                                                                      | Atari                                         | El rendiment baixa amb una taxa de fotogrames per segon deficient en el joc. Edició PAL no compatible amb versions anteriors. |            |                      | [ 5 ] [ 15 ]                       |
| Shadow the Hedgehog                                                                                          | Sega                                          | El joc pot bloquejar-se de tant en tant o sovint durant les escenes de cinema, els nivells, les pantalles de càrrega i en saltar les escenes. Canviar la consola manualment a 480p pot fer-ho menys comú. |            |                      | [ 5 ]                              |
| Shamu's Deep Sea Adventures                                                                                  | Activision                                    | |            |                      | [ 5 ]                              |
| Shark Tale                                                                                                   | Activision                                    | Mentre s'executa a 480p, les cinemàtiques del joc són entrecorades. |            |                      | [ 5 ] [ 15 ]                       |
| Shattered Union                                                                                              | 2K Games                                      | |            |                      | [ 5 ]                              |
| Shellshock: Nam '67                                                                                          | Eidos                                         | |            |                      | [ 5 ]                              |
| Shenmue II                                                                                                   | Microsoft Game Studios                        | No apareixen totes les ombres i la majoria dels efectes de postprocessament. Intentar canviar els filtres de pantalla no funciona, només s'atura el joc un moment i continua com si res. Intentar jugar Space Harrier i Hang-On bloquejarà el joc. |            |                      | [ 5 ]                              |
| Shinchou Mahjong (Nobunaga Mahjong)                                                                          | E-Frontier                                    | Es mostra un gràfic semblant a una línia prop del coll del personatge. |            |                      | [ 5 ] [ 15 ]                       |
| Shrek 2 | Activision                                    | |            |                      |                                    |
| Shrek Super Party                                                                                            | TDK Mediactive                                | |            |                      | [ 5 ]                              |
| Sid Meier's Pirates!                                                                                         | 2K Games                                      | Mentre es navega pel mapa del món, hi ha animacions ocasionals entrecorades. | XO XBO     |                      | [ 15 ] [ 10 ] [ 11 ]               |
| Silent Hill 2: Restless Dreams                                                                               | Konami                                        | La versió PAL només mostrarà una pantalla negra. NTSC funciona, però té nombrosos errors. De vegades, les textures no es carreguen, donant lloc a entorns completament blancs o transparents o textures assignades incorrectament. La llanterna s'il·lumina al voltant del jugador en lloc de només davant d'ell. Hi ha un error de desar el fitxer on no podeu desar diverses partides al mateix fitxer. Només es pot sobreescriure el fitxer anterior o fer-ne un de nou completament, en cas contrari, el joc mostrarà una pantalla negra la propera vegada que s'inicia la partida. Les pantalles de primer pla dels trencaclosques de vegades mostren la pantalla incorrecta. |            |                      | [ 5 ]                              |
| Silent Hill 4: The Room                                                                                      | Konami                                        | Costures visibles a les cares dels NPC durant les escenes. |            |                      | [ 5 ] [ 15 ]                       |
| The Simpsons: Hit & Run                                                                                      | Vivendi Universal Games                       | Un esquinçament de pantalla important a tot arreu (la baixada manual de la resolució de la Xbox 360 a 480p produeix millores moderades). |            |                      | [ 5 ]                              |
| The Simpsons: Road Rage                                                                                      | Electronic Arts                               | Falten algunes veus de personatges. Es nota a la pantalla de selecció de personatges i en deixar algú a la seva destinació. |            |                      | [ 5 ]                              |
| The Sims 2                                                                                                   | Electronic Arts                               | |            |                      | [ 5 ]                              |
| Smashing Drive                                                                                               | Namco                                         | |            |                      | [ 5 ]                              |
| Sneakers | Microsoft Game Studios                        | |            | NA PAL               | [ 5 ]                              |
| Sonic Heroes                                                                                                 | Sega                                          | Les resolucions més altes provoquen textures pixelades/dentades als elements de la IU i alguns elements de la IU tenen línies. Recapitulació de les escenes de cinema renderitzades prèviament reprodueixen el seu àudio respectiu sobre els crèdits que se superposen a la cançó del mode història dels respectius equips (no a la versió PAL). Els crèdits es desplacen una mica més lentament, de manera que continuaran després de la cançó de l'equip respectiu. Les escenes de tall CGI funcionen a uns 15 FPS. |            |                      | [ 5 ]                              |
| Sonic Mega Collection Plus                                                                                   | Sega                                          | |            |                      | [ 5 ]                              |
| Sonic Riders                                                                                                 | Sega                                          | Els vídeos renderitzats prèviament als menús poden començar a parpellejar, fallar o no funcionar fàcilment, sol passar quan es torna enrere i quart de la majoria dels menús, però pot passar per si mateix, els vídeos visualitzats en mode de cinema poden fins i tot provocar convulsions amb la pantalla girant posant-se blanc cada fotograma. El joc funciona pitjor que a la Xbox original com més jugadors estan en una carrera. |            |                      | [ 5 ]                              |
| Soulcalibur II                                                                                               | Namco                                         | La vibració del controlador no funciona. |            |                      | [ 5 ] [ 15 ]                       |
| Spawn: Armageddon                                                                                            | Namco                                         | |            |                      | [ 5 ]                              |
| Speed Kings                                                                                                  | Acclaim Entertainment                         | |            |                      | [ 5 ]                              |
| Sphinx and the Cursed Mummy                                                                                  | THQ                                           | | XBO        |                      | [ 5 ]                              |
| Spider-Man                                                                                                   | Activision                                    | Caigudes lleus de velocitat de fotogrames. |            |                      | [ 5 ]                              |
| Spider-Man 2                                                                                                 | Activision                                    | Les textures parpellegen durant el joc. |            |                      | [ 5 ] [ 15 ]                       |
| Splat Magazine Renegade Paintball                                                                            | Take-Two Interactive                          | |            |                      | [ 5 ]                              |
| SpongeBob SquarePants: Battle for Bikini Bottom                                                              | THQ                                           | La textura Skybox de vegades fallarà, mostrant una tessel·lació de colors aleatoris. |            |                      | [ 5 ]                              |
| SpongeBob SquarePants: Lights, Camera, Pants!                                                                | THQ                                           | |            |                      | [ 5 ]                              |
| The SpongeBob SquarePants Movie                                                                              | THQ                                           | Algunes textures es carreguen incorrectament al joc. |            |                      | [ 5 ] [ 15 ]                       |
| SpyHunter 2                                                                                                  | Midway Games                                  | |            |                      | [ 5 ]                              |
| SpyHunter: Nowhere to Run                                                                                    | Midway Games                                  | |            |                      | [ 5 ]                              |
| Spyro: A Hero's Tail                                                                                         | Vivendi Universal Games                       | La imatge pot congelar-se enmig del joc. A més, encara que es puguin seleccionar, les opcions de visualització de minijoc i art de la pantalla del menú no apareixeran, i queda amb una pantalla en blanc, per la qual es pot navegar a cegues. |            |                      | [ 5 ]                              |
| SSX 3 | EA Sports BIG                                 | Aquest títol té petits errors gràfics. | XBO        |                      | [ 15 ] [ 16 ]                      |
| Stake: Fortune Fighters                                                                                      | Metro3D, Inc.                                 | |            |                      | [ 5 ]                              |
| Star Wars: Battlefront                                                                                       | LucasArts                                     | En alguns casos, els jocs d'enllaços del sistema es poden congelar. La cova de gel del mapa "Rhen Var Harbour" té un gran parpelleig de textura. | XBO        |                      | [ 15 ] [ 16 ]                      |
| Star Wars: Battlefront II                                                                                    | LucasArts                                     | | XBO        |                      | [ 16 ]                             |
| Star Wars Episode III: Revenge of the Sith                                                                   | LucasArts                                     | | XBO        |                      | [ 5 ]                              |
| Star Wars Jedi Knight: Jedi Academy                                                                          | LucasArts                                     | No es pot jugar a jocs de pantalla dividida per a aquest títol. | XBO        |                      | [ 15 ] [ 16 ]                      |
| Star Wars: Jedi Starfighter                                                                                  | LucasArts                                     | Alentiment menor durant les seleccions i transicions del menú, problemes menors de rendiment durant les escenes de tall. Els elements de l'HUD poden tornar-se sòlids a l'atzar en lloc de transparents. | XBO        |                      | [ 15 ] [ 16 ]                      |
| Star Wars: Knights of the Old Republic                                                                       | LucasArts                                     | | XBO        |                      | [ 11 ]                             |
| Star Wars: Knights of the Old Republic II – The Sith Lords                                                   | LucasArts                                     | Errors d'àudio greus: la banda sonora i la música de combat es tallaran després d'una sèrie de sons intermitents semblants a un brunzit que solen aparèixer a la pantalla del menú. Caigudes greus de velocitat de fotogrames durant el combat. Els personatges dels jugadors es congelaran al seu lloc i s'avançaran gradualment en lloc de caminar/córrer. La corrupció dels fitxers de partida també és una possibilitat. El joc s'ha de jugar exclusivament a la Xbox de primera generació per a una experiència òptima. | XBO        |                      | [ 16 ]                             |
| Star Wars: Republic Commando                                                                                 | LucasArts                                     | | XBO        |                      | [ 16 ]                             |
| Starsky and Hutch                                                                                            | Empire Interactive                            | |            |                      | [ 5 ]                              |
| State of Emergency                                                                                           | Rockstar Games                                | |            |                      | [ 5 ]                              |
| Street Fighter Anniversary Collection                                                                        | Capcom                                        | |            |                      | [ 5 ]                              |
| Street Racing Syndicate                                                                                      | Namco                                         | |            |                      | [ 5 ]                              |
| Stubbs the Zombie in Rebel Without a Pulse                                                                   | Aspyr Media                                   | | XO         |                      | [ 27 ]                             |
| The Suffering                                                                                                | Midway Games                                  | |            |                      | [ 5 ]                              |
| Super Bubble Pop                                                                                             | Jaleco                                        | |            |                      | [ 5 ]                              |
| Super Monkey Ball Deluxe                                                                                     | Sega                                          | El joc emula el retard de manera incorrecta, fent que etapes com Warp i Speedy Jam s'alentiren molt més que en una Xbox original. Hi ha un problema greu en què Monkey Fight DX té un greu problema de representació gràfica que fa que Monkey Fight DX no es pugui reproduir. Monkey Soccer DX pateix una fallada en què la pantalla es torna negra amb un efecte sonor infinit de cops de pilota de futbol que es reprodueix repetidament en bucle. Als sistemes PAL, les bafarades subtitulades de les escenes de cinema del mode història no estan sincronitzades. El joc també triga més de 2 minuts a començar.                                                              |            |                      | [ 5 ]                              |
| SX Superstar                                                                                                 | AKA Acclaim                                   | |            |                      | [ 5 ]                              |
| Syberia II                                                                                                   | XS Games                                      | El joc triga gairebé un minut a carregar-se des de la pantalla de presentació de Xbox. Hi ha problemes gràfics quan es mou entre pantalles. |            |                      | [ 5 ] [ 15 ]                       |
| Taz: Wanted                                                                                                  | Infogrames                                    | Durant World 3, Stage 2: Haunted hi ha un gràfic parcialment amb textura incorrecta. La pantalla del controlador de reconnexió no es mostra. |            |                      | [ 5 ] [ 15 ]                       |
| Teenage Mutant Ninja Turtles                                                                                 | Konami                                        | |            |                      | [ 5 ]                              |
| Teenage Mutant Ninja Turtles: Mutant Melee                                                                   | Konami                                        | El vídeo d'introducció té parpelleig. |            |                      | [ 5 ] [ 15 ]                       |
| The Terminator: Dawn of Fate                                                                                 | Infogrames                                    | |            |                      | [ 5 ]                              |
| Terminator 3: Rise of the Machines                                                                           | Atari                                         | Hi ha una baixada menor de rendiment durant el joc. Les barres negres no estan col·locades correctament amb 640x480 VGA. |            |                      | [ 5 ] [ 15 ]                       |
| Test Drive                                                                                                   | Infogrames                                    | Hi ha baixades menors de rendiment i parpelleigs de textura menors durant el joc. Les veus dels personatges falten durant les escenes de tall des de l'etapa 35 fins al final del joc. |            | NA                   | [ 5 ] [ 15 ]                       |
| Test Drive: Eve of Destruction Driven to Destruction (PAL)                                                   | Atari                                         | |            |                      | [ 5 ]                              |
| Tetris Worlds                                                                                                | THQ                                           | El vídeo d'obertura mostra una pantalla grisa amb àudio només quan s'inicia el joc. |            |                      | [ 5 ] [ 15 ]                       |
| Thief: Deadly Shadows                                                                                        | Eidos                                         | |            |                      | [ 5 ]                              |
| The Thing | Vivendi Universal Games                       | |            |                      | [ 5 ]                              |
| Thousand Land                                                                                                | FromSoftware                                  | |            |                      | [ 5 ]                              |
| Thrillville                                                                                                  | LucasArts                                     | Hi ha un bloqueig ocasional durant el joc. El minijoc Pirate Raiders de vegades es carrega sense entorns. Al minijoc Event Horizon, falten els sprites enemics i se substitueixen per un rectangle blanc. | XBO        |                      | [ 5 ] [ 15 ]                       |
| Tiger Woods PGA Tour 07                                                                                      | EA Games                                      | |            |                      | [ 5 ]                              |
| Tom and Jerry in War of the Whiskers                                                                         | NewKidCo                                      | |            |                      | [ 5 ]                              |
| Tom Clancy's Ghost Recon                                                                                     | Ubi Soft                                      | |            |                      | [ 5 ]                              |
| Tom Clancy's Ghost Recon 2                                                                                   | Ubisoft                                       | La visió nocturna no funciona correctament al multijugador de pantalla dividida. |            |                      | [ 5 ] [ 15 ]                       |
| Tom Clancy's Ghost Recon 2: Summit Strike                                                                    | Ubisoft                                       | En els jocs multijugador amb pantalla dividida, la pantalla és completament negra. |            |                      | [ 5 ] [ 15 ]                       |
| Tom Clancy's Ghost Recon: Island Thunder                                                                     | Ubi Soft                                      | El xat de veu del joc no funciona. |            |                      | [ 5 ] [ 15 ]                       |
| Tom Clancy's Rainbow Six 3                                                                                   | Ubisoft                                       | |            |                      | [ 5 ]                              |
| Tom Clancy's Rainbow Six 3: Black Arrow                                                                      | Ubisoft                                       | |            |                      | [ 5 ]                              |
| Tom Clancy's Rainbow Six: Lockdown                                                                           | Ubisoft                                       | |            |                      | [ 5 ]                              |
| Tom Clancy's Splinter Cell                                                                                   | Ubi Soft                                      | | XBO        |                      | [ 5 ]                              |
| Tom Clancy's Splinter Cell: Chaos Theory                                                                     | Ubisoft                                       | | XO XBO     |                      | [ 39 ]                             |
| Tom Clancy's Splinter Cell: Double Agent                                                                     | Ubisoft                                       | En accedir al mode Versus, el sistema es bloqueja de tant en tant i el senyal de vídeo es corromp. La velocitat de fotogrames baixa a la segona i tercera missió. La foto de l'instantània del fitxer de partida està malmesa després de desar-la. | XBO        |                      | [ 5 ] [ 15 ]                       |
| Tom Clancy's Splinter Cell: Pandora Tomorrow                                                                 | Ubisoft                                       | | XBO        |                      | [ 5 ]                              |
| Tony Hawk's American Wasteland                                                                               | Activision                                    | Els trucs no funcionen i hi ha una congelació constant en obrir les pestanyes. |            |                      | [ 5 ]                              |
| Tony Hawk's Pro Skater 2X                                                                                    | Activision                                    | Hi ha obstruccions gràfiques a l'enllaç del sistema. |            |                      | [ 5 ] [ 15 ]                       |
| Tony Hawk's Pro Skater 3                                                                                     | Activision                                    | El client es bloqueja després que l'amfitrió abandona un joc d'enllaç del sistema. |            |                      | [ 5 ] [ 15 ]                       |
| Tony Hawk's Pro Skater 4                                                                                     | Activision                                    | |            | [ 5 ]                |                                    |
| Tony Hawk's Underground                                                                                      | Activision                                    | |            |                      | [ 5 ]                              |
| Tony Hawk's Underground 2                                                                                    | Activision                                    | Chugging i pèrdua de framerate pesada; molt notable. |            |                      | [ 5 ]                              |
| Torino 2006                                                                                                  | 2K Games                                      | |            |                      | [ 5 ]                              |
| Tork: Prehistoric Punk                                                                                       | Ubisoft                                       | |            |                      | [ 5 ]                              |
| Toxic Grind                                                                                                  | THQ                                           | |            |                      | [ 5 ]                              |
| Transworld Surf                                                                                              | Infogrames                                    | |            |                      | [ 5 ] [ 15 ]                       |
| Trigger Man                                                                                                  | Crave Entertainment                           | |            |                      | [ 5 ]                              |
| Trivial Pursuit: Unhinged                                                                                    | Atari                                         | El parpelleig es produeix durant les animacions del logo durant l'inici a la pantalla de presentació. Els errors de textura es produeixen a les indicacions d'ordres. |            |                      | [ 5 ] [ 15 ]                       |
| True Crime: Streets of LA                                                                                    | Activision                                    | Quan es fa servir el cotxe, apareix una petita pantalla indistinta. Els defectes gràfics es mostren al voltant del nom de la pista. |            |                      | [ 5 ] [ 15 ]                       |
| Turok: Evolution                                                                                             | Acclaim Entertainment                         | Durant el joc hi ha textures parpellejants. |            |                      | [ 5 ] [ 15 ]                       |
| Ty the Tasmanian Tiger                                                                                       | EA Games                                      | |            |                      | [ 5 ]                              |
| Ty the Tasmanian Tiger 2: Bush Rescue                                                                        | EA Games                                      | |            |                      | [ 5 ]                              |
| Ty the Tasmanian Tiger 3: Night of the Quinkan                                                               | Activision                                    | |            |                      | [ 5 ]                              |
| UEFA Euro 2004                                                                                               | EA Sports                                     | |            |                      | [ 5 ]                              |
| Ultimate Spider-Man                                                                                          | Activision                                    | |            |                      | [ 5 ]                              |
| Ultra Bust-a-Move Ultra Puzzle Bobble (JP)                                                                   | Majesco Entertainment                         | |            |                      | [ 5 ]                              |
| Unreal Championship 2: The Liandri Conflict                                                                  | Midway Games                                  | La velocitat de fotogrames baixa a la pantalla de selecció de personatges del mode història. Hi ha problemes ocasionals del sistema durant els jocs d'acció instantània i després de sortir del joc mentre es torna al tauler de control de Xbox. Hi ha algunes textures que falten al mapa Eternal. | XBO        |                      | [ 5 ] [ 15 ]                       |
| The Urbz: Sims in the City                                                                                   | EA Games                                      | A la zona de Cozmo Street el joc tartamudeja. Durant la càrrega de les pantalles, es produiran bloquejos del sistema aleatoris. |            |                      | [ 5 ] [ 15 ]                       |
| Van Helsing                                                                                                  | Vivendi Universal Games                       | A la part superior del menú principal i de les pantalles d'informació de la missió hi ha parpelleig. |            |                      | [ 5 ] [ 15 ]                       |
| Vexx | Acclaim Entertainment                         | |            |                      | [ 5 ]                              |
| Vietcong: Purple Haze                                                                                        | Gathering                                     | |            |                      | [ 5 ]                              |
| Volvo: Drive For Life                                                                                        | Microsoft Game Studios                        | |            |                      | [ 5 ]                              |
| Wakeboarding Unleashed Featuring Shaun Murray                                                                | Activision                                    | |            |                      | [ 5 ]                              |
| WarPath | Groove Games                                  | |            | NA                   | [ 5 ]                              |
| Whacked! | Microsoft Game Studios                        | Les pantalles de càrrega no es mostren correctament. Durant el High Rise, els personatges parpellejaran. Durant el nivell de Space Walk, hi ha una mica de trencament de textura quan està en combat o quan es fa caure de la plataforma. |            |                      | [ 5 ] [ 15 ]                       |
| WinBack 2: Project Poseidon                                                                                  | Koei                                          | Quan es canvia al personatge B, falten algunes textures. |            |                      | [ 5 ] [ 15 ]                       |
| Without Warning                                                                                              | Capcom                                        | Una mica de corrupció de textura, el joc es congela breument. |            |                      | [ 5 ] [ 15 ]                       |
| World Series Baseball 2K3                                                                                    | Sega                                          | |            |                      | [ 5 ]                              |
| World Soccer Winning Eleven 8 International Pro Evolution Soccer 4 (PAL) World Soccer: Winning Eleven 8 (JP) | Konami                                        | |            |                      | [ 5 ]                              |
| World Soccer Winning Eleven 9 International Pro Evolution Soccer 5 (PAL) World Soccer: Winning Eleven 9 (JP) | Konami                                        | |            |                      | [ 5 ]                              |
| Worms 3D | Sega                                          | |            |                      | [ 5 ]                              |
| Worms 4: Mayhem                                                                                              | Codemasters, Majesco Entertainment            | |            |                      | [ 5 ]                              |
| Worms Forts: Under Siege                                                                                     | Sega                                          | |            |                      | [ 5 ]                              |
| Wrath Unleashed                                                                                              | LucasArts                                     | En acabar una batalla fitxer de so "You are Victorious" pot reproduir-se dues vegades. Només es dibuixen les armes i les armadures dels models. Les unitats de joc "Centaur" i "Centabra" no es mostren al mapa. |            |                      | [ 5 ] [ 15 ]                       |
| WWE Raw 2 | THQ                                           | |            |                      | [ 5 ]                              |
| WWF Raw | THQ                                           | Quan hi ha sis personatges a la pantalla, el joc funciona molt lentament. |            |                      | [ 5 ] [ 15 ]                       |
| X2: Wolverine's Revenge                                                                                      | Activision                                    | Quan s'acosti als armaris, parpellejaran. Els personatges/entorns que envolten experimenten un parpelleig de textura menor i ocasional en nivells posteriors |            |                      | [ 5 ] [ 15 ]                       |
| Xiaolin Showdown                                                                                             | Konami                                        | |            |                      | [ 5 ]                              |
| XIII | Ubisoft                                       | |            |                      | [ 5 ]                              |
| Yourself!Fitness                                                                                             | Respondesign                                  | |            |                      | [ 5 ]                              |
| Yu-Gi-Oh! The Dawn of Destiny                                                                                | Konami                                        | Durant la reproducció de l'enllaç del sistema, es produiran fallades aleatòries i bloquejos del sistema. |            |                      | [ 5 ] [ 15 ]                       |
| Zapper: One Wicked Cricket                                                                                   | Infogrames                                    | | XO         |                      | [ 47 ]                             |
| Zathura | 2K Games                                      | Durant el primer nivell, falta àudio al vídeo prerenderitzat. |            |                      | [ 5 ] [ 15 ]                       |

- Top
- 0–9
- A
- B
- C
- D
- E
- F
- G
- H
- I
- J
- K
- L
- M
- N
- O
- P
- Q
- R
- S
- T
- U
- V
- W
- X
- Y
- Z

## Llista de títols de Xbox eliminats de la llista de retrocompatibilitat
Els següents títols de Xbox que s'enumeren a continuació es van anunciar inicialment com a retrocompatibles amb Xbox 360 que després van ser eliminats de la llista oficial de Microsoft.
| XBO Xbox One Backward Compatible |

| Títol                                                    | Publicador(s)         | Data disponible        | Data eliminació       | Problemes tècnics | Afegiments | Ref(s)        |
| -------------------------------------------------------- | --------------------- | ---------------------- | --------------------- | --- | ---------- | ------------- |
| 2002 FIFA World Cup                                      | EA Sports             | 22 de novembre de 2005 | 1 de desembre de 2005 | |            | [ 29 ] [ 48 ] |
| Codename: Kids Next Door – Operation: V.I.D.E.O.G.A.M.E. | Global Star Software  | 22 de novembre de 2005 | 1 de desembre de 2005 | |            | [ 29 ] [ 48 ] |
| Curse: The Eye of Isis                                   | DreamCatcher, Wanadoo | 22 de novembre de 2005 | 1 de desembre de 2005 | |            | [ 29 ] [ 48 ] |
| James Bond 007: Nightfire                                | EA Games              | 22 de novembre de 2005 | 14 de febrer de 2008  | Les seccions de conducció i les seccions de ferrocarril de les missions no es carreguen, és a dir, 5 de les 12 missions no es poden jugar. |            | [ ref 3 ]     |
| Legends of Wrestling                                     | Acclaim Entertainment | 22 de novembre de 2005 | 1 de desembre de 2005 | |            | [ 29 ] [ 48 ] |
| NBA Live 2003                                            | EA Sports             | 22 de novembre de 2005 | 1 de desembre de 2005 | |            | [ 29 ] [ 48 ] |
| Rugby 2005                                               | EA Sports             | 22 de novembre de 2005 | 1 de desembre de 2005 | |            | [ 29 ] [ 48 ] |
| Sniper Elite                                             | Namco                 | 22 de novembre de 2005 | 14 de febrer de 2008  | Quan es comença una missió per a un sol jugador, el joc es penja.                                                                          |            | [ ref 3 ]     |
| Star Wars: The Clone Wars                                | LucasArts             | 22 de novembre de 2005 | 1 de desembre de 2005 | Quan es mostra el text hi ha artefactes gràfics.                                                                                           | XBO        | [ 29 ] [ 48 ] |
| Tecmo Classic Arcade                                     | Tecmo                 | 22 de novembre de 2005 | 14 de febrer de 2008  | |            | [ ref 3 ]     |